# Dasychira calocaloides
Dasychira calocaloides är en fjärilsart som beskrevs av John Henry Leech 1899. Dasychira calocaloides ingår i släktet Dasychira och familjen tofsspinnare. Inga underarter finns listade i Catalogue of Life.